# Italienische Luftwaffenverbände im Zweiten Weltkrieg
Die nachstehende Aufstellung italienischer Luftwaffenverbände im Zweiten Weltkrieg ist nicht vollständig.

Hoheitszeichen des Seitenleitwerks der Regia Aeronautica (1930–1943)

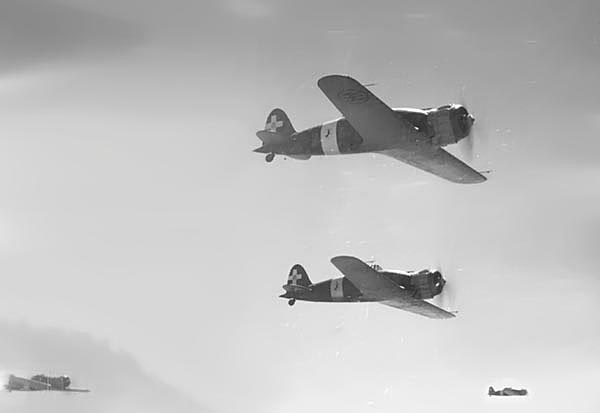
Macchi MC.200

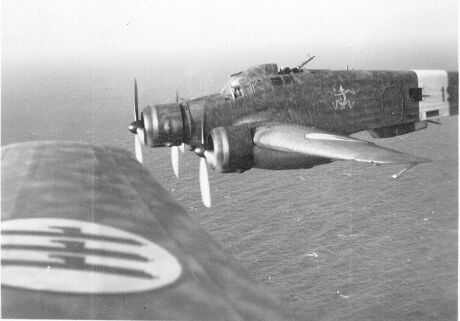
Savoia-Marchetti SM.79

## Großverbände

Lage 1943

Die Regia Aeronautica („Königlich Italienische Luftwaffe“) verfügte über folgende Verbandsebenen:
- Armata Aerea: Luftflotte, bezeichnete die Gesamtheit der fliegenden Verbände
- Squadra Aerea: Fliegerkorps, bestehend aus 2–3 Fliegerdivisionen
- Divisione Aerea: Fliegerdivision, bestehend aus 2–3 Geschwadern
- Brigata Aerea: Fliegerbrigade (kleine Division), bestehend aus 2 Geschwadern
- Stormo: Geschwader, bestehend aus 2 fliegenden Gruppen (Regimentsebene)
- Gruppo: fliegende Gruppe, bestehend aus 2–3 Staffeln (Bataillonsebene)
- Squadriglia: Staffel, bestehend aus etwa 6–12 Flugzeugen (Kompanieebene)
- Sezione: Schwarm, bestehend aus 3–4 Flugzeugen (Zugebene)

Kurz vor Beginn des Zweiten Weltkriegs war die italienische Luftwaffe in folgende Großverbände gegliedert:
- 1ª Squadra Aerea: HQ Mailand, zuständig für Nordwestitalien (Piemont, Aostatal, Ligurien, Lombardei)

- 2ª Squadra Aerea: HQ Padua, zuständig für Nordostitalien (Südtirol, Trentino, Venetien, Julisch Venetien, Emilia-Romagna, Marken). Dieses Fliegerkorps operierte ab Juni 1940 von Sizilien aus.

- 3ª Squadra Aerea: HQ Rom, zuständig für Mittelitalien (Toskana, Umbrien, Latium, Kampanien)

- 4ª Squadra Aerea: HQ Bari, zuständig für Südostitalien (Abruzzen, Molise, Apulien, Basilicata, Kalabrien)

- 5ª Squadra Aerea: HQ Tripolis, zuständig für Libyen

- Luftwaffenkommando Albanien
- Luftwaffenkommando Ägäis
- Luftwaffenkommando Ostafrika
- Lufttransportkommando Rom
- Heeresfliegerkommando
- Marinefliegerkommando

## Liste italienischer Luftwaffenverbände
Diese Liste entspricht dem Stand vom 10. Juni 1940.
NB.: Staffeln („Squadriglie“) werden in nachfolgender Aufstellung in der Regel nur in runden Klammern angeführt [in eckigen Klammern bedeutende Einsatzorte]. Nach 1945 wurden jeweils 12–18 Flugzeuge in einer fliegenden Gruppe zusammengefasst, weswegen diese heute i. d. R. mit dem Begriff „Staffel“ übersetzt wird. Die weitere Unterteilung in „Squadriglie“ erfolgt heute nur noch aus formalen, nicht aus operativen Gründen.

## 1. Fliegerkorps
HQ Mailand

Tragflächenkokarde (1935–1943)

- Materialdepots in Malpensa, Parma, Sesto Calende, Taliedo, Poggio Renatico, Lonate Pozzolo;
- Flugerprobungsstellen in Görz und Capodichino;
- Bomberschulen in Aviano, Ghedi, Jesi;
- Jagdfliegerschulen in Campoformido, Görz, Rimini;
- Jagdbomberschulen in Ghedi, Lonate Pozzolo, Ravenna, Treviso;
- Flugplatzkommandos in Airasca, Asti, Aviano, Bologna, Bozen, Cameri, Casabianca, Cascina Vaga, Cavriago, Ancona-Falconara, Forli, Ghedi, Ghemme, Genua, Görz, Jesi, Lagnasco, Lavariano, Levaldigi, Lonate Pozzolo, Mailand-Bresso, Mailand-Linate, Mailand-Malpensa, Maniago, Mondovi, Novi Ligure, Orio al Serio, Osoppo, Parma, Ponte S. Pietro, Piacenza-San Damiano, Pola-Puntisella, Ravenna, Reggio Emilia, S. Agostino, Thiene, Turin-Caselle, Turin-Mirafiori, Turin-Venaria Reale, Trento, Treviso, Udine-Campoformido, Udine-Rivolto, Venegono Inferiore, Verigate, Verona, Villanova d’Albenga, Vizzola Ticino, Vicenza, Villafranca (Diese Aufzählung umfasst auch die Flugplätze des normalerweise in Nordostitalien stationierten 2. Fliegerkorps, das vor Kriegsausbruch nach Sizilien verlegt worden war.)

### 2. Fliegerdivision „Borea“
HQ Turin-Caselle 
- 3. Jagdgeschwader (HQ Novi Ligure): 
  -  18. Jagdgruppe (83./85./95.; Fiat CR.42 – Novi Ligure)
  -  23. Jagdgruppe (70./74./75.; Fiat CR.42 – Cervere)

- 53. Jagdgeschwader (HQ Turin-Caselle): 
  -  150. Jagdgruppe (363./364./365.; Fiat CR.42 – Turin-Caselle)
  - 151. Jagdgruppe (366./367./368.; Fiat CR.42 – Casabianca)

- 54. Jagdgeschwader (nach 10. Juni 1940; HQ Airasca): 
  - 152. Jagdgruppe (369./370./371.; Macchi MC.200 – Airasca)
  - 153. Jagdgruppe (372./373./374.; Macchi MC.200 – Verigate)

### 4. Fliegerdivision „Drago“
HQ Novara
- 7. Bombergeschwader (Lonate Pozzolo): 
  - 4. Bombergruppe (14./14.; Fiat BR.20 – Lonate Pozzolo)
  - 25. Bombergruppe (8./9.; Fiat BR.20 – Ghemme)

- 13. Bombergeschwader (Piacenza): 
  - 11. Bombergruppe (1./4.; Fiat BR.20 – Piacenza)
  - 43. Bombergruppe (3./5.; Fiat BR.20 – Cascina Vaga)

- 43. Bombergeschwader (Cameri): 
  - 98. Bombergruppe (240./241.; Fiat BR.20 – Cameri)
  - 99. Bombergruppe (242./243.; Fiat BR.20 – Cameri)

### 6. Fliegerdivision „Falco“
HQ Padua
- 9. (autonome) Jagdgruppe (73./96./97.; Fiat CR.42 – Görz)

- 16. Bombergeschwader (nach 10. Juni 1940; Vicenza): 
  - 50. Bombergruppe (210./211.; Cant Z.1007bis – Vicenza)
  - 51. Bombergruppe (212./213.; Cant Z.1007bis – Vicenza)

- 18. Bombergeschwader (Aviano): 
  - 31. Bombergruppe (65./66.; Fiat BR.20 – Aviano)
  - 37. Bombergruppe (47./48.; Fiat BR.20 – Aviano)

- 47. Bombergeschwader (Ghedi): 
  - 106. Bombergruppe (260./261.; Cant Z.1007bis – Ghedi)
  - 107. Bombergruppe (262./263.; Cant Z.1007bis – Ghedi)

## 2. Fliegerkorps

Rumpfkokarde (1926–1943)

HQ Palermo. Dieses Fliegerkorps wurde kurz vor Kriegseintritt von Padua und Nordostitalien nach Palermo und Sizilien verlegt.
- Zentrales Materialdepot in Palermo;
- Flugplatzkommandos in Augusta, Biscari, Castelvetrano, Catania-Fontanarossa, Catania-Sigonella, Comiso, Finocchiara, Gela, Gerbini, Lentini, Licata, Stagnone, Milazzo, Palermo-Boccadifalco, Pantelleria, Ponteolivo, Reggio Calabria, San Pietro Caltagirone, San Salvatore, Sciacca, Siracusa, Trapani-Chinisia, Trapani-Milo.

### 1. Fliegerdivision „Aquila“
HQ Palermo
- 6. (autonome) Jagdgruppe (79./81./88.; Macchi MC.200 – Catania-Fontanarossa)
- 30. Aufklärungsstaffel (IMAM Ro.37bis – Palermo-Boccadifalco)

- 1. Jagdgeschwader (Palermo): 
  - 17. Jagdgruppe (71./72./80.; Fiat CR.42 – Palermo)
  - 157. Jagdgruppe (384./385./386.; Fiat CR.42 – Trapani)

### 3. Fliegerdivision „Centauro“
HQ Catania
- 11. Bombergeschwader (Comiso): 
  - 33. Bombergruppe (59./60.; Savoia Marchetti SM.79 – Comiso)
  - 34. Bombergruppe (66./67.; SM.79 – Comiso)

- 34. Bombergeschwader (Catania): 
  - 52. Bombergruppe (214./215.; Savoia Marchetti SM.79 – Catania)
  - 53. Bombergruppe (216./217.; SM.79 – Catania)

- 41. Bombergeschwader (Gela): 
  - 59. Bombergruppe (232./233.; Savoia Marchetti SM.79 – Gela)
  - 60. Bombergruppe (234./235.; SM.79 – Gela)

### 11. Fliegerbrigade „Nibbio“
HQ Castelvetrano
- 96. (autonome) Bombergruppe (236./237.; Savoia Marchetti SM.85c – Pantelleria)

- 30. Bombergeschwader (Sciacca):
  - 87. Bombergruppe (192./193.; Savoia Marchetti SM.79 – Sciacca)
  - 90. Bombergruppe (194./195.; SM.79 – Sciacca)

- 36. Bombergeschwader (Castelvetrano): 
  - 108. Bombergruppe (256./257.; Savoia Marchetti SM.79 – Castelvetrano)
  - 109. Bombergruppe (258./259.; SM.79 – Castelvetrano)

## 3. Fliegerkorps
HQ Rom
- 147. Lufttransportgruppe (601./602./603.; Savoia Marchetti SM.75 – Latina)
- 148. Lufttransportgruppe (605./606.; Savoia Marchetti SM.73 – Latina)
- 149. Lufttransportgruppe (607./608./609.; Savoia Marchetti SM.82 – Latina)
- Materialdepots in Rom (Montecelio, Ciampino, Centocelle, Acquasanta) und Neapel
- Flugerprobungsstellen in Rom-Guidonia und Rom-Furbara
- Bomberschule in Grosseto
- Sturzkampfbomberschule in Rom-Guidonia
- Aufklärungsschule in Cerveteri
- Jagdfliegerschulen in Foligno und Castiglione del Lago
- Flugplatzkommandos in Arezzo, Campiglia Marittima, Cancello Armone, Cerveteri, Ciampino Nord, Ciampino Sud, Furbara, Grosseto, Guidonia, Ladispoli, L’Aquila, La Spezia, Lido di Roma, Latina, Livorno, Lucca, Napoli-Capodichino, Napoli-Nisida, Nettuno, Orvieto, Pisa, Pistoia, Pontedera, Sarzana, Siena, Tarquinia, Torvaianica, Vigna di Valle, Viterbo

### 5. Fliegerdivision „Eolo“
HQ Viterbo
- 9. Bombergeschwader (Viterbo): 
  - 26. Bombergruppe (11./13.; Savoia Marchetti SM.79 – Viterbo)
  - 29. Bombergruppe (62./63.; SM.79 – Viterbo)

- 12. Bombergeschwader (Orvieto)
  - 41. Bombergruppe (204./205.; Savoia Marchetti SM.79 – Rom-Ciampino)
  - 42. Bombergruppe (206./207.; SM.79 – Orvieto)

- 46. Bombergeschwader (Pisa – San Giusto): 
  - 104. Bombergruppe (252./253.; Savoia Marchetti SM.79 – Pisa)
  - 105. Bombergruppe (254./255.; SM.79 – Pisa)

### 8. Fliegerbrigade „Astore“
HQ Rom-Ciampino
- 7. (autonome) Jagdbombergruppe (76./86./98.; 5. Geschwader; Breda Ba.88 – Campiglia)

- 51. Jagdgeschwader (Rom-Ciampino): 
  - 20. Jagdgruppe (351./352./353.; Fiat G.50 – Rom-Ciampino)
  -  21. Jagdgruppe (354./355.; Fiat G.50 – Rom-Ciampino)

- 52. Jagdgeschwader (Pisa-Pontedera): 
  -  22. Jagdgruppe (357./358./359.; Fiat G.50 – Pontedera)
  - 24. Jagdgruppe (361./362.; G.50 – Pontedera)

## 4. Fliegerkorps
HQ Bari. Dieses Fliegerkorps führte auch die Bezeichnung „4. territoriales Luftwaffenkommando“.
- Zentrales Materialdepot in Bari
- Flugplatzkommandos in Bari, Brindisi, Crotone, Foggia, Grottaglie, Lecce, Monte Corvino, Potenza, San Pancrazio, Tarent, Vibo Valentia

- 2. (autonome) Jagdgruppe (150./151./152.; 6. Geschwader; Fiat CR.32, Fiat G.50 – Grottaglie)
- 116. (autonome) Bombergruppe (Fiat BR.20, Savoia Marchetti SM.81 – Lecce)

- 35. Bombergeschwader (Brindisi):
  - 86. Bombergruppe (190./191.; Cant Z.501 – Brindisi)
  - 95. Bombergruppe (230./231.; Cant Z.506bis – Brindisi)

- 37. Bombergeschwader (Lecce):
  - 54. Bombergruppe (218./219.; Savoia Marchetti SM.81 – Lecce)
  - 29. Bombergruppe (220./221.; SM.81 – Lecce)

## 5. Fliegerkorps
HQ Tripolis. Dieses Fliegerkorps führte auch die Bezeichnung „Luftwaffenkommando Libyen“.
- Luftrettungsstaffeln 26 in Cufra, 99 in Hon, 614 in Menelao (Caproni Ca.309)

- Sektor West (Tripolis):
  - Flugplatzkommandos in Ara Fileni, Bir el Bhera, Bir Dufan, Buerat, Bungera, Castelbenito, El Merduma, En Nofilia, Homs, Hon, Mellaha, Misrata, Mzida, Pisada, Sirte, Sorman, Tarnet, Tarhuna, Tauorga, Tripoli, Zliten, Zuara

- -  2. Jagdgeschwader (Castelbenito):
    -  8. Jagdgruppe (92./93./94.; Fiat CR.42 – Tobruk T.2)
    - 13. Jagdgruppe (77./78./82.; Fiat CR.42 – Castelbenito)

- -  15. Bombergeschwader (Tarhuna): 
    - 46. Bombergruppe (20./21.; Savoia Marchetti SM.79 – Tarhuna)
    - 47. Bombergruppe (53./54.; SM.79 – Tarhuna)

- - 33. Bombergeschwader (Bir el Bhera): 
    - 35. Bombergruppe (43./44.; Savoia Marchetti SM.79 – Bir el Bhera)
    - 37. Bombergruppe (45./46.; SM.79 – Bir el Bhera)

- -  50. Jagdbombergeschwader (Sorman): 
    - 12. Jagdbombergruppe (167./168.; Breda Ba.65 – Sorman)
    -  16. Jagdbombergruppe (159./160.; Caproni Ca.310bis – Sorman)

- Sektor Ost (Bengasi)
  - Flugplatzkommandos in Acroma, Agedabia, Ain el Gazala (T.4), Ameseat (A.3), Antelat, Apollonia, Barce, Beda Fomm, Bengasi (K.1–3), Benina (Z.1), Berca, Bir el Gobi, Bu Amud (A1), Fort Capuzzo, Cirene, Derna (N1), El Adem (T3), El Agheila, El Cuasc, El Ftehja, El Hania, El Haseiat, El Mechili, Es Sahabi, Es Scegga, Gambut, Gialo, Giarabub, Maddalena, Marada, Maraua, Martuba, Menastir, Menealo, Msus, Ponticelli-Bardia, Sidi Azeiz (T1), Sidi Rezegh, Soluch, Tmimi, Tobruk T2, Tobruk T5.
  - Lufttransport- und Luftrettungsstaffeln

Diesem Sektor unterstand die 13. Fliegerdivision „Pegaso“ und die 14. Fliegerbrigade „Rex“.

### 13. Fliegerdivision „Pegaso“
HQ Bengasi
- 10. Bombergeschwader (Benina): 
  - 30. Bombergruppe (55./56.; Savoia Marchetti SM.79 – Benina)
  - 32. Bombergruppe (57./58.; SM.79 – Benina)

- 14. Bombergeschwader (El Adem): 
  - 44. Bombergruppe (6./7.; Savoia Marchetti SM.81 – El Adem)
  - 45. Bombergruppe (2./22.; SM.81 – El Adem)

### 14. Fliegerbrigade „Rex“
HQ Tobruk T2
- 10. (autonome) Jagdgruppe (84./90./91.; Fiat CR.42 – Tobruk T2)

## Luftwaffenkommando Sardinien
HQ Cagliari
- Luftrettungsstaffel in Cagliari-Elmas
- Flugplatzkommandos in Alghero, Cagliari-Elmas, Chilivani, Milis, Monserrato, Olbia-Venafiorita, Oristano, S. Giusta, Villacidro

- 3. (autonome) Jagdgruppe (153./154./155.; 6. Geschwader; Fiat CR.32 – Monserrato)
- 19. (autonome) Jagdbombergruppe (100./101./102.; 5. Geschwader; Breda Ba.88 – Alghero)
- 124. Aufklärungsstaffel (IMAM Ro.37 – Cagliari-Elmas)

### 10. Fliegerbrigade „Marte“
HQ Cagliari-Elmas
- 8. Bombergeschwader (Villacidro): 
  - 27. Bombergruppe (18./52.; Savoia Marchetti SM.79 – Villacidro)
  - 28. Bombergruppe (10./19.; SM.79 – Villacidro)

- 31. Bombergeschwader (Cagliari-Elmas) [Korsika, Tunesien, Oran]
  - 93. Bombergruppe (196./197.; Cant Z.506bis – Cagliari-Elmas)
  - 94. Bombergruppe (198./199.; Cant Z.506bis – Cagliari-Elmas)

- 32. Bombergeschwader (Decimomannu) [Biserta, Korsika, Gibraltar]: 
  - 38. Bombergruppe (49./50.; Savoia Marchetti SM.79 – Decimomannu)
  - 89. Bombergruppe (228./229.; SM.79 – Decimomannu)

## Luftwaffenkommando Albanien
- 120. Aufklärungsstaffel (IMAM Ro.37bis – Tirana, Vlore)
- 160. (autonome) Jägergruppe (393./394.; Fiat CR.32 – Tirana, Berat)
- 38. Bombergeschwader (Tirana)
  - 39. Bombergruppe (51./69.; Savoia Marchetti SM.81 – Tirana)
  - 40. Bombergruppe (202./203.; SM.81 – Lecce)

## Luftwaffenkommando Ägäis
- 161. (autonome) Jagdgruppe (IMAM Ro.44 – Leros)
- 163. (autonome) Jagdgruppe (Fiat CR.32 – Maritza)

- 39. Bombergeschwader
  - 56. Bombergruppe (222./223.; SM.81 – Gadurra)
  - 92. Bombergruppe (200./201.; SM.81 – Maritza)

## Luftwaffenkommando Ostafrika
Die Gruppen dieses Kommandos hatten eine eigene Nummerierung.

### Bereich Nord
HQ Assab
- 25. Bombergruppe (Ca.133 – Bahar Dar)
- 26. Bombergruppe (Ca.133 – Gondar)
- 27. Bombergruppe (Ca.133 – Assab)
- 28. Bombergruppe (SM.81 – Zula)
- 118. Bomberstaffel (Ca.133 – Assab)
- Aufklärungsstaffel „Nord“ (Ca.133 – Agordat)
- 409. Jagdstaffel (CR.42 – Massaua)
- 412. Jagdstaffel (CR.42 – Massua, Gura)
- 413. Jagdstaffel (CR.42 – Assab)
- 414. Jagdstaffel (CR.42 – Gura)

### Bereich Mitte
HQ Addis Abeba
- 4. Bombergruppe (SM.81 – Scenele)
- 29. Bombergruppe (SM.81 – Assab)
- 44. Bombergruppe (SM.79 – Ghiniele)
- 49. Bombergruppe (Ca.133 – Gimma)
- 65. Bomberstaffel (Ca.133 – Neghelli)
- 66. Bomberstaffel (Ca.133 – Yavello)
- 41. Aufklärungsstaffel (Ca.133 – Addis Abeba)
- Aufklärungsstaffel „Mitte“ (Ca.133 – Addis Abeba)
- 110. Aufklärungsstaffel (Ro.37 – Dire Dawa)
- 410. Jagdstaffel (CR.32 – Dire Dawa)
- 411. Jagdstaffel (CR.32 – Dire Dawa)

### Bereich Süd
HQ Mogadischu
- 31. Bombergruppe (Ca.133 – Neghelli)
- Aufklärungsstaffel „Süd“ (Ca.133 – Mogadischu)

## Einheiten zur besonderen Verwendung
HQ Rom. Dieses besondere Lufttransportkommando führte einen großen Teil der für militärische Zwecke requirierten Langstreckenflugzeuge der zivilen italienischen Fluggesellschaften Ala Littoria, LATI und Avio Linee Italiane.
- 147. Gruppe (SM.75)
- 148. Gruppe (SM.73)
- 149. Gruppe (SM.82)
- 604. Staffel (SM.75)
- 608. Staffel (SM.82)
- 610. Staffel (SM.75)
- 615. Staffel (SM.83)
- 616. Staffel (SM.74)
- Lufttransporteinheit Ostafrika (SM.73/Ca.148c/Ca.133T/Fokker F.VII)
- Fallschirmjägerlehrstaffel Libyen (SM.81)

## Heeresflieger
Mit der Gründung der Regia Aeronautica im Jahr 1923 verlor das italienische Heer seine eigene Heeresfliegertruppe an die neue italienische Luftwaffe. Für die Zwecke des Heeres stellte die Luftwaffe ein eigenes „Fliegerkommando für das Heer“ (Aviazione Ausiliaria per l’Esercito) auf. Die von Piloten der Regia Aeronautica geflogenen Flugzeuge verblieben im Eigentum der Luftwaffe, wurden jedoch höheren Heereskommandos zur Unterstützung zugeteilt. In den Aufklärungs- und Verbindungsflugzeugen flogen Beobachter des Heeres mit. Erst nach dem Zweiten Weltkrieg durfte das Heer wieder eine eigene Heeresfliegertruppe aufstellen.

### Heeresgeneralstab
Folgende Aufklärungsstaffeln waren dem Heeresgeneralstab unmittelbar unterstellt:
- 20. Beobachtungs- und Verbindungsgeschwader
  - 1. Gruppe
    - 27. Aufklärungsstaffel (IMAM Ro.37bis – Casabianca)
    - 121. Aufklärungsstaffel (Ro.37bis – Airasca)

  - 66. Gruppe
    - 42. Aufklärungsstaffel (Ro.37bis – Bari)
    - 131. Aufklärungsstaffel (Ro.37bis – Neapel-Capodichino)

### Armeegruppe West
Nachstehende Aufklärungsstaffeln unterstanden 1940 der Heeresgruppe West und ihren nachgeordneten Großverbänden im Nordwesten Italiens. Administrativ waren sie größtenteils in den Geschwadern 19 und 21 zusammengefasst.
- 31. Aufklärungsstaffel (Ro.37 – Venaria Reale)
- 33. Aufklärungsstaffel (Ro.37bis – Mailand-Bresso)
- 39. Aufklärungsstaffel (Ro.37 – Venaria Reale)
- 40. Aufklärungsstaffel (Ro.37 – Venaria Reale)
- 114. Aufklärungsstaffel (Ro.37 – Turin-Mirafiori)
- 118. Aufklärungsstaffel (Ro.37bis – Levaldigi)
- 119. Aufklärungsstaffel (Ca.311 – Bologna)
- 123. Aufklärungsstaffel (Ro.37bis – Levaldigi)
- 129. Aufklärungsstaffel (Ro.37bis/Ca.311 – Mondovi)
- 132. Aufklärungsstaffel (Ro.37bis – Levaldigi)

### Armeegruppe Ost
Nachstehende Aufklärungsstaffeln unterstanden 1940 der Heeresgruppe Ost und ihren nachgeordneten Großverbänden im Nordosten Italiens. Administrativ waren sie größtenteils in den Geschwadern 19, 21 und 22 zusammengefasst.
- 24. Aufklärungsstaffel (Ro.37 – Verona-Boscomantico)
- 25. Aufklärungsstaffel (Ro.37 – Jesi)
- 28. Aufklärungsstaffel (Ro.37 – Lucca-Tassignano)
- 29. Aufklärungsstaffel (Ro.37 – Arezzo)
- 32. Aufklärungsstaffel (Ro.37bis – Udine-Campoformido)
- 34. Aufklärungsstaffel (Ro.37 – Parma)
- 35. Aufklärungsstaffel (Ro.37 – Verona-Boscomantico)
- 36. Aufklärungsstaffel (Ro.37 – Padua)
- 38. Aufklärungsstaffel (Ro.37bis – Görz-Merna)
- 87. Aufklärungsstaffel (Ro.37 – Padua)
- 113. Aufklärungsstaffel (Ro.37bis – Bologna-Borgo Panigale)
- 115. Aufklärungsstaffel (Ro.37 – Verona-Boscomantico)
- 116. Aufklärungsstaffel (Ro.37bis – Görz-Merna)
- 125. Aufklärungsstaffel (Ro.37bis – Udine-Campoformido)
- 128. Aufklärungsstaffel (Ro.37 – Parma)

### Armeegruppe Süd
Folgende Aufklärungsstaffeln unterstanden 1940 der Heeresgruppe Süd im Süden Italiens und in Albanien:
- 30. Aufklärungsstaffel (Ro.37 – Palermo-Boccadifalco)
- 120. Aufklärungsstaffel (Ro.37bis – Tirana)
- 124. Aufklärungsstaffel (Ro.37 – Cagliari-Elmas)

## Marineflieger
Mit der Gründung der Regia Aeronautica im Jahr 1923 verlor die italienische Marine ihre eigene Marinefliegertruppe vollständig an die neue italienische Luftwaffe. Für die Zwecke der Marine stellte die Luftwaffe ein eigenes „Fliegerkommando für die Marine“ (Aviazione Ausiliaria per la Marina) auf. Die von Piloten der Regia Aeronautica geflogenen Flugzeuge verblieben im Eigentum der Luftwaffe, wurden jedoch den verschiedenen Küstenkommandos und größeren Schiffen zur Unterstützung zugeteilt. In den direkt zugeteilten Flugbooten und Bordflugzeugen, aber auch in den Torpedobombern (Aerosiluranti) der Regia Aeronautica flogen Beobachter der Marine mit. Erst nach dem Zweiten Weltkrieg durfte die Marine wieder eine eigene Marinefliegertruppe aufstellen, die jedoch noch bis 1989 keine eigenen Kampfflugzeuge für Flugzeugträger haben durfte. Im Bereich der Seefernaufklärungsflugzeuge gibt es bis heute eine Sonderregelung, nach der die Flugzeuge Eigentum der Luftwaffe sind, von gemischten Besatzungen geflogen werden, operativ jedoch der Marine unterstehen.

### Küstenabschnittskommando oberes Tyrrhenisches Meer
- 141. Aufklärungsstaffel (CRDA Cant Z.501 – La Spezia-Cadimare)
- 187. Aufklärungsstaffel (Cant Z501 – La Spezia-Cadimare)
- 1. Aufklärungsschwarm (Cant Z.501 – La Spezia-Cadimare)

### Küstenabschnittskommando unteres Tyrrhenisches Meer
- 182. Aufklärungsstaffel (CRDA Cant Z.501 – Nisida)

### Küstenabschnittskommando Sardinien
- 146. Aufklärungsstaffel (CRDA Cant Z.501 – Cagliari-Elmas)
- 148. Aufklärungsstaffel (Cant Z501 – Vigna)
- 183. Aufklärungsstaffel (Cant Z501 – Cagliari-Elmas)
- 188. Aufklärungsstaffel (Cant Z501 – Cagliari-Elmas)
- 199. Aufklärungsstaffel (Cant Z506bis – Santa Giusta)
- 5. Aufklärungsschwarm (Cant Z.501 – Olbia)

Genannte Einheiten bildeten auf Sardinien die 85. Aufklärungsgruppe.

### Küstenabschnittskommando Sizilien
- 144. Aufklärungsstaffel (CRDA Cant Z.501 – Stagnone)
- 170. Aufklärungsstaffel (Cant Z506bis – Augusta)
- 184. Aufklärungsstaffel (Cant Z501 – Augusta)
- 186. Aufklärungsstaffel (Cant Z501 – Augusta)
- 189. Aufklärungsstaffel (Cant Z501 – Siracusa)

Genannte Einheiten bildeten auf Sizilien die 83. Aufklärungsgruppe.

### Küstenabschnittskommando Ionisches Meer und untere Adria
- 142. Aufklärungsstaffel (CRDA Cant Z.501 – Tarent)
- 145. Aufklärungsstaffel (Cant Z501 – Brindisi)
- 171. Aufklärungsstaffel (Cant Z501 – Brindisi)
- 5. Aufklärungsschwarm (Cant Z.501 – Tarent)

### Küstenabschnittskommando obere Adria
- 4. Aufklärungsschwarm (Cant Z.501 – Pola)

### Andere Abschnittskommandos
- Albanien: 288. Aufklärungsstaffel (Cant Z.506bis – Brindisi)
- Libyen: 143. Aufklärungsstaffel (Cant Z.501 – Menelao)
- Ägäis: 147. und 185. Aufklärungsstaffel (84. Gruppe; Cant Z.501 – Leros)

## Geschwader, Gruppen, Staffeln
Nachstehend eine Gesamtübersicht der Geschwader (stormi), Gruppen (gruppi) und Staffeln (squadriglie). Einige Verbände und Einheiten wurden erst im Verlauf des Krieges aufgestellt. Es gab Veränderungen bei den Unterstellungsverhältnissen. Etliche Gruppen operierten zeitweise selbständig, weswegen in obiger Liste verschiedene Geschwader nicht erscheinen. Die folgende Liste spiegelt die klassischen und stabilsten Unterstellungsverhältnisse wider. Fehlen in der Liste bei Gruppen oder Staffeln auf der linken Seite die übergeordneten Verbände, so sind sie überwiegend oder ständig selbständig („autonom“) gewesen. Im Bereich der selbständigen Gruppen und Staffeln und bei den eingesetzten Flugzeugtypen ist diese Liste nicht ganz vollständig.
| Geschwader | Gruppen                          | Staffeln                     | Flugzeugtypen                                               | Anmerkungen                  |
| ---------- | -------------------------------- | ---------------------------- | ----------------------------------------------------------- | ---------------------------- |
| 1º Stormo  | 6º Gruppo 17º Gruppo             | 79, 81, 88 71, 72, 80        | CR.42, MC.200, MC.202, MC.205 CR.42, MC.200, MC.202, MC.205 | Jäger                        |
| 2º Stormo  | 8º Gruppo 13º Gruppo             | 92, 93, 94 77, 78, 82        | CR.42, MC.200 CR.32, CR.42, MC.200                          | Jäger                        |
| 3º Stormo  | 18º Gruppo 23º Gruppo            | 83, 85, 95 70, 74, 75        | CR.42, MC.200, MC.202, MC.205                               | Jäger                        |
| 4º Stormo  | 9º Gruppo 10º Gruppo             | 73, 96, 97 94, 90, 91        | CR.42, MC.200, MC.202, MC.205                               | Jäger                        |
| 5º Stormo  | 7º Gruppo 19º Gruppo             | 76, 86, 98 100, 101, 102     | Ba.88, CR.42                                                | Luftnahunterstützung         |
| 6º Stormo  | 2º Gruppo 3º Gruppo              | 150, 151, 152 153, 154, 155  | Re.2001 CR.32, CR.42, Bf 109G                               | Jäger                        |
| 7º Stormo  | 4º Gruppo 25º Gruppo             | 14, 15 8, 9                  | BR.20                                                       | (Torpedo-)Bomber             |
| 8º Stormo  | 27º Gruppo 28º Gruppo            | 18, 52 10, 19                | SM.79                                                       | Bomber                       |
| 9º Stormo  | 26º Gruppo 29º Gruppo            | 11, 13 62, 63                | SM.79                                                       | Bomber                       |
| 10º Stormo | 30º Gruppo 32º Gruppo            | 55, 56 57, 58                | SM.79                                                       | Bomber                       |
| 11º Stormo | 33º Gruppo 34º Gruppo            | 59, 60 67, 68                | SM.79                                                       | Bomber                       |
| 12º Stormo | 41º Gruppo 42º Gruppo            | 204, 205 206, 207            | SM.79                                                       | Bomber                       |
| 13º Stormo | 11º Gruppo 43º Gruppo            | 1, 4 3, 5                    | BR.20                                                       | Bomber                       |
| 14º Stormo | 44º Gruppo 45º Gruppo            | 6, 7 2, 22                   | SM.81                                                       | Bomber                       |
| 15º Stormo | 46º Gruppo 47º Gruppo            | 20, 21 53, 54                | CR.42, SM.79, SM.81                                         | Luftnahunterstützung, Bomber |
| 16º Stormo | 50º Gruppo 51º Gruppo            | 210, 211 212, 213            | Cant Z.1007bis                                              | Bomber                       |
| 18º Stormo | 56º Gruppo 57º Gruppo            | 222, 223 224, 225            | BR.20                                                       | Lufttransport                |
| 19º Stormo | 5º Gruppo 69º Gruppo 72º Gruppo  | 31, 39, 40 118, 123 119, 129 | R0.37, Ca.311                                               | Beobachtung (Heer)           |
| 20º Stormo | 1º Gruppo 66º Gruppo             | 27, 121 42, 131              | Ro.37                                                       | Beobachtung (Heer)           |
| 21º Stormo | 65º Gruppo 67º Gruppo 68º Gruppo | 36, 87 25, 115 24, 35        | Ro.37, Ca.311                                               | Beobachtung (Heer)           |
| 22º Stormo | 15º Gruppo 63º Gruppo 71º Gruppo | 32, 125 41, 113 38, 116      | Ro.37, Ca.311                                               | Beobachtung (Heer)           |
| 30º Stormo | 87º Gruppo 90º Gruppo            | 192, 193 194, 195            | SM.79                                                       | Bomber                       |
| 31º Stormo | 93º Gruppo 94º Gruppo            | 196, 197 198, 199            | Z.506bis                                                    | Maritime Bomber              |
| 32º Stormo | 38º Gruppo 89º Gruppo            | 49, 50 228, 229              | SM.79                                                       | Bomber, Torpedobomber        |
| 33º Stormo | 35º Gruppo 36º Gruppo            | 43, 44 45, 46                | SM.79                                                       | Bomber                       |
| 34º Stormo | 52º Gruppo 53º Gruppo            | 214, 215 216, 217            | SM.79                                                       | Bomber                       |
| 35º Stormo | 86º Gruppo 95º Gruppo            | 190, 191 230, 231            | Z.501 Z.506                                                 | Maritime Bomber              |
| 36º Stormo | 108º Gruppo 109º Gruppo          | 256, 257 258, 259            | SM.79                                                       | Torpedobomber                |
| 37º Stormo | 54º Gruppo 55º Gruppo            | 218, 219 220, 221            | SM.81                                                       | Bomber                       |
| 38º Stormo | 39º Gruppo 40º Gruppo            | 51, 69 202, 203              | SM.81                                                       | Bomber                       |
| 39º Stormo | 56º Gruppo 92º Gruppo            | 222, 223 200, 201            | SM.81                                                       | Bomber                       |
| 41º Stormo | 59º Gruppo 60º Gruppo            | 232, 233 234, 235            | SM.79, CR.42                                                | Bomber, Nachtjäger           |
| 43º Stormo | 98º Gruppo 99º Gruppo            | 240, 241 242, 243            | BR.20                                                       | Bomber                       |
| 44º Stormo | 146º Gruppo 149º Gruppo          | 603, 609 607, 608            |                                                             | Lufttransport                |
| 45º Stormo | 37º Gruppo 147º Gruppo           | 47, 48 601, 602              |                                                             | Lufttransport                |
| 46º Stormo | 104º Gruppo 105º Gruppo          | 252, 253 254, 255            | SM.79                                                       | Torpedobomber                |
| 47º Stormo | 106º Gruppo 107º Gruppo          | 260, 261 262, 263            | Z.1007                                                      | Bomber                       |
| 48º Stormo | 144º Gruppo 148º Gruppo          | 617, 618 605, 606            |                                                             | Lufttransport                |
| 50º Stormo | 12º Gruppo 16º Gruppo            | 159, 160, 165 168, 169, 667  | CR.42, Ba.65 CR.42, Ca.310bis                               | Luftnahunterstützung         |
| 51º Stormo | 20º Gruppo 21º Gruppo            | 351, 352, 353 354, 355, 356  | G.50, MC.202, MC.205 G.50, MC.202, MC.205                   | Jäger                        |
| 52º Stormo | 22º Gruppo 24º Gruppo            | 357, 358, 359 360, 361, 362  | G.50, Re.2005 CR.42, G.50                                   | Jäger                        |
| 53º Stormo | 150º Gruppo 151º Gruppo          | 363, 364, 365 366, 367, 368  | CR.42, MC.200 CR.42, G.50                                   | Jäger                        |
| 54º Stormo | 152º Gruppo 153º Gruppo          | 369, 370, 371 372, 373, 374  | MC.200 CR.42, MC.200, MC.202                                | Jäger                        |
| 56º Stormo | 18º Gruppo 20º Gruppo            | 83, 85, 95 351, 352, 353     | CR.42 G.50                                                  | Jäger (kurzfristig)          |
|            | 61º Gruppo                       | 33, 34, 128                  |                                                             | Beobachtung (Heer)           |
|            | 62º Gruppo                       | 28, 29                       |                                                             | Beobachtung (Heer)           |
|            | 64º Gruppo                       | 122, 136                     |                                                             | Beobachtung (Heer)           |
|            | 73º Gruppo                       | 127, 137                     |                                                             | Beobachtung (Heer)           |
|            | 76º Gruppo                       | 30, 132                      |                                                             | Beobachtung (Heer)           |
|            | 79º Gruppo                       | 141, 187                     |                                                             | Seeaufklärung (Marine)       |
|            | 82º Gruppo                       | 142, 145                     |                                                             | Seeaufklärung (Marine)       |
|            | 83º Gruppo                       | 184, 186, 189                | CANT Z.501, CANT Z.506                                      | Seeaufklärung (Marine)       |
|            | 84º Gruppo                       | 147, 185                     | CANT Z.501, CANT Z.506                                      | Seeaufklärung (Marine)       |
|            | 85º Gruppo                       | 146, 183, 188                | CANT Z.501, CANT Z.506                                      | Seeaufklärung (Marine)       |
|            | 88º Gruppo                       | 264, 265                     | CANT Z.1007                                                 | Bomber                       |
|            | 91º Gruppo                       | 170, 171                     |                                                             | Seeaufklärung (Marine)       |
|            | 96º Gruppo                       | 236, 237                     | SM.85, Ju 87                                                | Sturzkampfbomber bis 1941    |
|            | 97º Gruppo                       | 238, 239                     | Ju 87                                                       | Sturzkampfbomber bis 1941    |
|            | 101º Gruppo                      | 208, 209                     | CR.42, G.50, Ju 87, Re.2002, MC.202                         | Sturzkampfbomber bis 1941    |
|            | 102º Gruppo                      | 209, 239                     | Ju 87, Re.2002, MC.202                                      | Sturzkampfbomber ab 1942     |
|            | 103º Gruppo                      | 207, 237                     | Ju 87, Ba.88                                                | Sturzkampfbomber ab 1942     |
|            | 116º Gruppo                      |                              | BR.20, SM.81                                                | Bomber                       |
|            | 121º Gruppo                      | 206, 216                     | Ju 87                                                       | Sturzkampfbomber ab 1943     |
|            | 130º Gruppo                      | 280, 283                     | SM.79                                                       | Torpedobomber                |
|            | 131º Gruppo                      | 279, 284                     | SM.79                                                       | Torpedobomber                |
|            | 132º Gruppo                      | 278, 281                     | SM.79                                                       | Torpedobomber (Buscaglia)    |
|            | 133º Gruppo                      | 174, 175                     | SM.79                                                       | Torpedobomber                |
|            | 145º Gruppo                      | 604, 610                     | SM.75                                                       | Lufttransport                |
|            | 147º Gruppo                      | 601, 602, 603                | SM.75                                                       | Lufttransport                |
|            | 148º Gruppo                      | 605, 606                     | SM.73                                                       | Lufttransport                |
|            | 149º Gruppo                      | 607, 608, 609                | SM.82                                                       | Lufttransport                |
|            | 154º Gruppo                      | 351, 360, 378                | CR.42, G.50                                                 | (Nacht-)Jäger                |
|            | 155º Gruppo                      | 361, 395, 396                | MC.202, MC.205                                              | Jäger                        |
|            | 156º Gruppo                      | 379, 380                     | CR.42                                                       | Jäger                        |
|            | 157º Gruppo                      | 384, 385, 386                | CR.42, MC.200                                               | Jäger                        |
|            | 158º Gruppo                      | 236, 387, 388                | CR.42, G.50                                                 | Jagdbomber                   |
|            | 159º Gruppo                      | 389, 390, 391                | CR.42, G.50                                                 | Jagdbomber                   |
|            | 160º Gruppo                      | 393, 394, 395                | CR.42, G.50                                                 | Jäger                        |
|            | 161º Gruppo                      | 162, 163, 164                | CR.42, G.50, MC.200                                         | (Nacht-)Jäger                |
|            | 167º Gruppo                      | 300, 303                     | CR.42, G.50, MC.200 u. a.                                   | (Nacht-)Jäger                |
|            | 171º Gruppo                      | 301, 302                     | CR.42                                                       | Nachtjäger                   |

Erste Geschwader wurden ab 1923 aufgestellt, die Nummerierung war am Anfang nicht einheitlich durchgehend, sondern richtete sich nach dem Geschwadertyp. Die Geschwaderebene hatte zunächst in erster Linie einen administrativen Charakter und war nicht grundsätzlich vorhanden. Die Masse der einheitlich durchgehend nummerierten Geschwader entstand erst in den 1930er Jahren. In dieser Aufstellung fehlen in der numerischen Progression einige Geschwader. Ein 17. Geschwader gab es als Flugabwehrverband erst ab 1964, als die 17. Flugabwehrgruppe vergrößert wurde (ehemals 17º Gruppo, 1º Stormo). Die Geschwader 19, 20, 21 und 22 dienten als administrative Zusammenfassung von Beobachtungs- und Verbindungsstaffeln der Unterstützung des Heeres und bestanden in dieser Form auch im Zweiten Weltkrieg. Ab 1924 entstanden die Geschwader 25, 26 und 27 als administrative Zusammenfassung von (Wasserflugzeug-)Einheiten zur Unterstützung der Marine, bis man deren nachgeordneten Einheiten nach einigen Jahren wieder verselbständigte. Die Geschwader 40, 42, 49 und 55 wurden nie aufgestellt. Die Zählung der Geschwader endete 1943 somit beim kurzlebigen 56. Geschwader. Die (Ausbildungs-)Geschwader 60, 61, 70 und 72 wurden erst in den 1980er Jahren von der Aeronautica Militare aufgestellt. Daher sind sie ebenfalls nicht Teil dieser Aufstellung.
Fliegende Gruppen entstanden ab 1913 zur Zusammenfassung von Staffeln. Ab 1913 gab es drei Gruppen (1. bis 3.) und eine Ausbildungsgruppe, 1915 kam eine Gruppe zur Unterstützung der Artillerie dazu (ab April 1916 in 5. Gruppe umbenannt), 1916 eine Gruppe zur Verfügung des Oberkommandos (ab April 1916 4. Gruppe) sowie die 6., die 7. und die 8. Gruppe, 1917 folgten die Gruppen 9 bis 18 (ausgenommen 17.), 1918 die Gruppen 19 bis 24 und 17. Nach einer vorübergehenden Verringerung der fliegenden Gruppen wurde deren Anzahl ab 1923 wieder ausgebaut und folgt bis heute dieser ursprünglichen einheitlichen durchgehenden Nummerierung (ggf. mit dem Gruppentyp als Zusatzbezeichnung). Die fliegenden Gruppen erhielten nach dem Zweiten Weltkrieg de facto den Status von Staffeln, teilweise hatten sie diesen wegen der Verluste schon im Krieg. Nach dem Krieg reservierte die Aeronautica Militare den Zahlenraum von 1 bis 199 weiterhin für Kampf- und Transportgruppen (Staffeln), ergänzte dann aber den Bereich von 200 bis 299 für die Einheiten zur Pilotenausbildung und die 300er Gruppen für besondere Aufgaben (Erprobung, Kunstflug, Flugbereitschaft, Luftbildwesen). Danach folgten innerhalb der Geschwader die bodengebundenen 400er Gruppen für technische Unterstützung und die 500er Gruppen für logistische Unterstützung, hier jeweils mit Bezug auf die Geschwadernummer (436. Gruppe als Teil des 36. Geschwaders). Das System wurde teilweise bis in den 900er Bereich ausgebaut. Die bodengebundenen „Radargruppen“ erhielten eine eigene separate Nummerierung.
Die Staffeln (Squadriglie) wurden 1911 und 1912 in Libyen als flottiglie oder „Flottillen“ bezeichnet, in Italien nannte man die abgesetzten fliegenden Einheiten des damaligen Fliegerbataillons distaccamenti oder „Detachements“. Letztere wurden im November 1912 zu Squadriglie zusammengefasst, von denen es 1913 sieben gab (davon zwei in Libyen), 1914 dann vierzehn, mit einheitlicher durchgehender Nummerierung (mit dem Flugzeugtyp als Zusatz in Klammern). Sie entsprachen den französischen Escadrilles, den britischen Squadrons und den österreich-ungarischen Fliegerkompanien. Ende 1915 wurde die einheitliche durchgehende Nummerierung der italienischen Squadriglie aufgegeben zugunsten einer spezifischen Nummerierung nach dem Staffeltyp (Jäger, Bomber, Aufklärer, Artillerieunterstützung). Am 8. April 1916 kehrte man wieder zur einheitlichen durchgehenden Nummerierung der Staffeln zurück, die bis heute so andauert; zahlreiche Staffeln wurden im April 1916 umnummeriert, weswegen deren ursprüngliche Geschichte teilweise nicht ganz einfach zurückzuverfolgen ist. Im April 1916 wurde der Zahlenraum von 1 bis 24 für (Caproni-)Bomber reserviert, 25 bis 40 für Aufklärer, 41 bis 69 für Artillerieunterstützung, ab 70 für Jäger. Ab Anfang 1917 reservierte man die Nummern von 100 bis 199 für die territoriale Luftverteidigung, 200 bis 220 für die Bomberstaffeln der Marine, 221 bis 250 für die Jägerstaffeln der Marine, und alles über 251 für Wasserflugzeuge der Marine und des Heeres. Im September 1917 wurde der Zahlenraum von 1 bis 199 neu nach den verschiedenen Flugzeugmustern unterteilt. Eine 1. selbständige Marinefliegerstaffel gab es ab März 1918 in Venedig. Insgesamt sind diese ursprünglichen Unterteilungen für die weitere Entwicklung der Staffelebene von Bedeutung, weil diese Unterteilungen im Zug der Zusammenfassung der Luftstreitkräfte von Heer und Marine in der neuen Regia Aeronautica im Allgemeinen beibehalten wurden. So hatten im Zweiten Weltkrieg beispielsweise 200er-Staffeln in aller Regel unverändert einen maritimen Bezug. 300er-Staffeln wurden ab Ende der 1930er Jahre meist als Jagdstaffeln aufgestellt, die wenigen 400er-Staffeln waren Teil der Kolonialtruppen in Ostafrika, die 600er-Staffeln bestanden aus requirierten Passagierflugzeugen ziviler Fluggesellschaften. Der Sollbestand italienischer Squadriglie lag im Zweiten Weltkrieg bei zwölf Jagdflugzeugen oder bei neun Bombern, die Iststärken lagen schon vor dem Krieg etwa ein Drittel darunter. Nach dem Krieg sank deren Bestand noch weiter, weswegen sie de facto als Schwärme (flights) zu Teileinheiten der Gruppen wurden, die ihrerseits die Rolle von Staffeln (squadrons) übernahmen.

## Liste der Fliegerasse
Fliegerasse sind Jagdflieger, die fünf oder mehr feindliche Flugzeuge abgeschossen haben. Nachstehend eine unvollständige Liste der italienischen Asse des Zweiten Weltkriegs:
| Name                   | Bild | Luftstreitkraft                                        | Rang               | L       | Auszeichn.                    | Einheit/Squadron No. | †          |
| ---------------------- | ---- | ------------------------------------------------------ | ------------------ | ------- | ----------------------------- | -------------------- | ---------- |
| Franco Lucchini        |      | Regia Aeronautica                                      | Capitano           | 26      | Tapferkeitsmedaille in Gold   | 4º Stormo            | 05.07.1943 |
| Adriano Visconti       |      | Regia Aeronautica, Aeronautica Nazionale Repubblicana  | Maggiore           | 26      | Tapferkeitsmedaille in Silber | 50º Stormo           | 29.04.1945 |
| Ugo Drago              |      | Regia Aeronautica, Aeronautica Nazionale Repubblicana  | Capitano           | 25 (17) | Ritterkreuz                   | 2º Gruppo caccia     | 22.04.2007 |
| Teresio Martinoli      |      | Regia Aeronautica, Aeronautica Cobelligerante Italiana | Sergente Maggiore  | 22      |                               | 4º Stormo            | 25.08.1944 |
| Leonardo Ferrulli      |      | Regia Aeronautica                                      | Sottotenente       | 22      |                               | 4º Stormo            | 05.07.1943 |
| Franco Bordoni-Bisleri |      | Regia Aeronautica                                      | Tenente            | 19      |                               | 3º Stormo            | 15.09.1975 |
| Luigi Gorrini          |      | Regia Aeronautica, Aeronautica Nazionale Repubblicana  | Sergente           | 19      |                               | 3º Stormo            | 08.11.2014 |
| Furio Lauri            |      | Regia Aeronautica, Aeronautica Cobelligerante Italiana | Tenente            | 18      |                               |                      | 02.10.2002 |
| Mario Bonzano          |      | Regia Aeronautica, Aeronautica Nazionale Repubblicana  | Colonnello         | 17      | Militärorden von Savoyen      |                      | 1975       |
| Mario Visintini        |      | Regia Aeronautica                                      | Capitano           | 17      | Militärorden von Savoyen      | 412ª Squadriglia     | 11.02.1941 |
| Duilio Sergio Fanali   |      | Regia Aeronautica, Aeronautica Cobelligerante Italiana | Tenente Colonnello | 15      |                               | 51º Stormo           | 27.08.1987 |
| Adriano Mantelli       |      | Regia Aeronautica                                      | General            | 15      |                               |                      | 06.05.1995 |

| - Luigi Giannella 14 - Brunetto di Montegnacco 14 - Mario Bellagambi 13 - Germano La Ferla 13 - Vittorio Minguzzi 13 - Guido Presel 13 - Luigi Baron 12 - Giovanni Dell’Innocenti 12 - Attilio Sanson 12 - Claudio Solaro 12 - Gianlino Baschirotto 11 - Carlo Magnaghi 11 - Vasco Magrini 11 - Willy Malagola 11 - Angelo Mastroagostino 11 - Carlo Romagnoli 11 - Carlo Maurizio Ruspoli di Poggio Suasa 11 - Pietro Serini 11 - Giorgio Solaroli di Briona 11 - Ennio Tarantola 11 - Mario Veronesi 11 - Amedeo Benati 10 - Fernando Malvezzi 10 - Guido Nobili 10 - Giulio Reiner 10 - Giuseppe Roberto 10 - Massimo Salvatore 10 - Giulio Torresi 10 - Emanuele Annoni 9 - Giovanni Barcaro 9 - Giuseppe Cenni 9 - Guido Fibbia 9 - Walter Omiccioli 9 - Ferruccio Serafini 9 - Natalino Stabile 9 - Andrea Zotti 9 - Giuseppe Biron 8 - Giovanni Bonet 8 - Ernesto Botto 8 - Antonio Camaioni 8 - Antonio Longhin 8 - Orfeo Mazzitelli 8 - Aroldo Soffritti 8 - Carlo Ronconi 8 - Raffaele Valenzano 8 - Tito Valtancoli 8 - Ranieri Piccolomini Clementini Adami 7 - Bruno Biagini 7 - Carlo Canella 7 - Antonio Canfora 7 - Vittorino Daffara 7 - Fausto Filippi 7 - Luigi Filippi 7 - Dino Forlani 7 - Ettore Foschini 7 - Roberto Gaucci 7 - Filippo Guarnaccia 7 - Orlando Mandolini 7 - Carlo Miani 7 - Clizio Nioi 7 - Giuseppe Oblach 7 - Antonio Larsimont Pergameni 7 - Vincenzo Sant’Andrea 7 - Angelo Savini 7 - Enzo Lombardo Schiappacasse 7 - Virgilio Vanzan 7 - Osvaldo Bartolacchini 6 - Osvaldo Bartolozzi 6 - Livio Bassi 6 - Pietro Bonfatti 6 - Aldo Buvoli 6 - Agostino Calentano 6 - Cesare Di Bert 6 - Armando François 6 - Amedeo Guidi 6 - Domenico Laiolo 6 - Felice Longhi 6 - Giuseppe Manconcini 6 - Mario Mecatti 6 - Amleto Monterumici 6 - Giuseppe Mottet 6 - Furio Niclot Doglio 6 - Luciano Perdoni 6 - Alvaro Querci 6 - Diego Rodoz 6 - Giuseppe Ruzzin 6 - Pier Giuseppe Scarpetta 6 - Ricardo Emo Seidl 6 - Alberto Spigaglia 6 - Giorgio Tugnoli 6 - Alberto Veronese 6 - Paolo Arcangeletti 5 - Giuseppe Aurili 5 - Loris Baldi 5 - Luigi Bandini 5 - Giuseppe Baylon 5 - Duilio Bernardi 5 - Lucio Biagini 5 | - Manfredo Bianchi 5 - Pietro Bianchi 5 - Alessandro Bladelli 5 - Egidio Buogo 5 - Gilberto Caselli 5 - Evasio Cavalli 5 - Guglielmo Chiarini 5 - Tullio Covre 5 - Carlo Cucchi 5 - Francesco Cuscuana 5 - Rinaldo Damiani 5 - Enrico Degli Incerti 5 - Domenico Facchini 5 - Giuseppe Farazzani 5 - Giuliano Fissore 5 - Fausto Fornaci 5 - Iacopo Frigerio 5 - Antonio Giardina 5 - Eber Giudice 5 - Giorgio Graffer 5 - Mario Guerci 5 - Luigi Iellici 5 - Eugenio Leotta 5 - Luigi Mariotti 5 - Sergio Maurer 5 - Mario Melis 5 - Elio Miotto 5 - Fiorenzo Milella 5 - Gianfranco Montagnani 5 - Luigi Monti 5 - Enrico Moretto 5 - Luigi Morosi 5 - Raffaello Novelli 5 - Dante Ocarso 5 - Enzo Omiccioli 5 - Antonio Palazzeschi 5 - Francesco Pecchiari 5 - Constantino Petrosellini 5 - Mario Pinna 5 - Mario Pluda 5 - Giorgio Pocek 5 - Aldo Remondino 5 - Corrado Ricci 5 - Riccardo Roveda 5 - Giovanni Sajeva 5 - Carlo Seganti 5 - Olindo Simionato 5 - Vittorio Squarcia 5 - Annibale Sterzi 5 - Renato Talamini 5 - Arrigo Tessari 5 - Luigi Torchio 5 - Celso Zemella 5 - Nicola Zotti 5 |
| | |